# Microcharacidium gnomus
Microcharacidium gnomus är en fiskart som beskrevs av Buckup, 1993. Microcharacidium gnomus ingår i släktet Microcharacidium och familjen Crenuchidae. Inga underarter finns listade i Catalogue of Life.